# Anthony Ampaipitakwong
Anthony Petch Ampaipitakwong (Thai: แอนโธนี่ เพ็ชร อําไพพิทักษ์วงศ์; * 14. Juni 1988 in Carrollton, Texas) ist ein ehemaliger thailändisch-US-amerikanischer Fußballspieler.

## Karriere

### Verein
Das Fußballspielen erlernte Anthony Ampaipitakwong in den Vereinigten Staaten bei IMG Soccer Academy, Dallas Texans und Akron Zips. Seinen ersten Vertrag unterschrieb er bei den Bradenton Academics, einem Verein der in der USL League Two spielte. 2011 wechselte er nach San José zu den San José Earthquakes. Der Verein spielt in der Major League Soccer, der höchsten Spielklasse in den Vereinigten Staaten. Im Juni 2012 ging er nach Thailand und schloss sich Buriram United an. Hier spielte er ein Jahr. Mitte 2013 wechselte er nach Bangkok zum Ligakonkurrenten Bangkok United, einem Verein, der ebenfalls in der Thai League spielt. Nach acht Jahren und über 180 Pflichtspielen wurde sein auslaufender Vertrag im Sommer 2021 nicht mehr verlängert. Nachdem er keinen neuen Verein gefunden hatte, beendete er am 19. März 2022 seine Karriere als Fußballspieler.

### Nationalmannschaft
2004 lief Anthony Ampaipitakwong viermal für die U-17-Nationalmannschaft der Vereinigten Staaten auf und erzielte dabei einen Treffer. Am 17. und 22. März 2013 spielte er dann zweimal für die thailändische A-Nationalmannschaft bei einem Testspiel gegen Katar (0:1) sowie in der Asienmeisterschafts-Qualifikation gegen den Libanon (2:5).

## Erfolge
- University of Akron

NCAA Men’s Division I Soccer Championship 2010
- Buriram United

Thailändischer Pokalsieger: 2012
Thailändischer Ligapokalsieger: 2012
Kor-Royal-Cup-Sieger: 2013

## Sonstiges
Anthony Petch Ampaipitakwong ist der Sohn einer US-Amerikanerin und eines Thailänders.